# Fagopyrum rubrifolium
Fagopyrum rubrifolium là một loài thực vật có hoa trong họ Rau răm. Loài này được Ohsako & Ohnishi mô tả khoa học đầu tiên năm 1998.